# Сторожевские Хутора
Сторожевские Хутора́ — село Усманского района Липецкой области. Центр Сторожевско-Хуторского сельсовета. Расположено на берегах реки Усманки.
Хутора в степи на месте нынешнего села стали появляться во второй половине XVIII века. Тогда здесь поселелились несколько жителей села Сторожевое (сегодня оба села соединяются асфальтированным шоссе). В 1833 году на хуторах построили церковь, после чего селение стало Сторожевскими Хуторами.

## Население
| 2010 | 2011 |
| ---- | ---- |
| 563  | →563 |

## Дополнительные факты
- В 1930-х годах в селе работал секретарем сельсовета будущий поэт Б. А. Котов. Те события коллективизации вошли в основу его повести «Записки ликвидатора».
- 12 июля 1994 года в селе родился известный российский блогер и музыкальный исполнитель Эльдар Джарахов.